# Doxa Drama Fútbol Club
El Doxa Drama F. C. es un club de fútbol de Grecia de la ciudad de Drama en la prefectura de Dráma, Macedonia Oriental y Tracia. Fue fundado en 1918 y juega en la Gamma Ethniki.

## Historia
Durante la Primera Guerra Mundial, cerca de la ciudad de Drama, Macedonia Oriental y Tracia, un equipo de soldados ingleses que jugaban regularmente al fútbol en su campamento inspiraron a la población griega local a crear el primer club de fútbol de la región. Fundado como Peleus en 1918, el equipo fue renombrado como Doxa (Gloria) en 1919.
Inicialmente, los colores del equipo eran blanco y negro con el logo de un trébol negro. Tras la guerra el escudo del equipo se cambió permanentemente por un águila negra, mientras que los colores blanco y negro se han mantenido hasta hoy en día.
El primer partido oficial del Doxa se dio contra el Kavala, el equipo de la ciudad vecina de Kavala. En ese primer partido el Doxa ganó por 3-0. El Doxa Drama es uno de los fundadores de la Liga Griega (Alpha Ethniki), la Primera División del fútbol heleno. El Doxa disputó la final de la Copa de Grecia en las temporadas 1953/54, 1957/58 y 1958/59, pero perdió las tres finales frente al Olympiacos.
El Doxa Drama participó en la Alpha Ethniki durante 19 temporadas. Sin embargo, los problemas financieros y administrativos llevaron al equipo a descender hasta la división amateur griega, la Delta Ethniki. En la temporada 2008–2009, el Doxa tuvo un año exitoso en la Tercera División y ganó la Gamma Ethniki del Norte con dos partidos de antelación. El Doxa volvió a la Beta Ethniki tras 11 años en la temporada 2009/10, donde acabó 14.º en la temporada regular y 13.º tras los play-outs. En la temporada 2010/11 consiguió quedar 5.º y ascender de nuevo a la Alpha Ethniki tras los play-offs.

## Estadio
El equipo disputa sus partidos como local en el estadio Doxa Drama, en la parte oeste de Dráma, en el distrito de Komninoi.

## Datos del club
- Temporadas en Primera División: 21
- Temporadas en Segunda División: 6
- Temporadas en Tercera División: 6
- Temporadas en Cuarta División: 1
- Temporadas en la División Nacional Amateur: 3
- Temporadas en el Campeonato Regional del Norte: 4
- Temporadas en el Campeonato de Macedonia Oriental: 1
- Mejor puesto en la liga: 6.º (1959/60)
- Peor puesto en la liga: 16.º (1961/62, 1994/95)

## Jugadores y cuerpo técnico

### Plantilla y cuerpo técnico 2017/18
- Actualizado el día de mes de año.

## Palmarés

### Torneos nacionales
- Beta Ethniki (1): 1988
- Subcampeón de la Copa de Grecia (3): 1954, 1958, 1959.